# Маккабі (Тель-Авів)

«Маккабі» (івр. מכבי) — ізраїльський спортивний клуб із Тель-Авіва, заснований 1906 року. У клубі є команди з різних видів спорту, найсильнішими з яких є футбол, баскетбол, дзюдо, плавання, гандбол і інші.

## Клуби

### Футбольний клуб

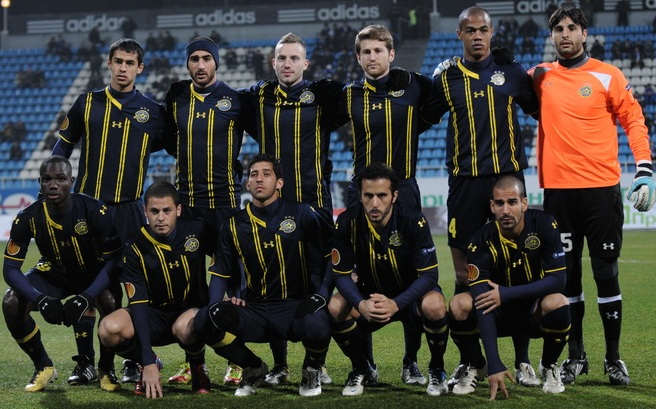
ФК «Маккабі»

ФК «Маккабі» є найтитулованішим клубом в ізраїльському футболі і найуспішнішим ізраїльським футбольним клубом за межами країни, вигравши двічі Лігу чемпіонів АФК. Його дербі з «Хапоелем» (Тель-Авів) вважається одним з найспекотніших дербі в ізраїльському спорті. «Маккабі» є другим ізраїльським клубом, щоб потрапляв до групового етапу Ліга Чемпіонів УЄФА, і єдиною командою в Ізраїлі, яка ніколи не вилетіла з ізраїльського елітного дивізіону.

### Баскетбольний клуб

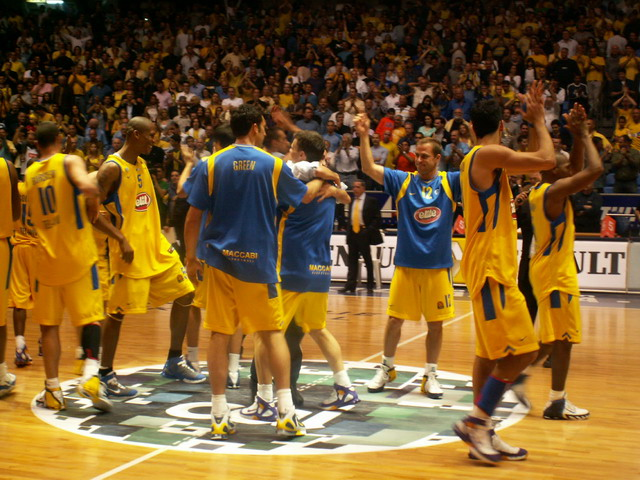
БК «Маккабі»

БК «Маккабі» є одним з найуспішніших баскетбольних клубів у Європі, завоювавши Євролігу п'ять разів.

## Інші види спорту
Під прапором «Маккабі» змагаються атлети у 11 олімпійських видах спорту: легка атлетика, дзюдо, важка атлетика, гімнастика, акробатика, плавання (розформовано в серпні 2009 року), боротьба, настільний теніс, бокс, пляжний волейбол і тріатлон.